# Armorial de la maison royale de Navarre
Cette page présente les armoiries (figures et blasonnements) qui furent portées par des membres de la maison royale de Navarre.

## Rois

Blason jusqu'en 1234 Maison de Navarre
Blason 1234-1305 Maison de Champagne
Blason 1305-1349 Maison de France
Blason 1349-1441 Maison d'Évreux
Blason 1441-1479 Maison de Trastamare
Blason 1479-1517 Maison de Foix
Blason 1517-1572 Maison d'Albret
Blason 1572-1589 Maison de Bourbon
Blason 1589-1790 Rois de France et de Navarre

## Reines consorts
| Figure | Blasonnement |
| ------ | --- |
|        | Constance de Toulouse (1180 † 1260), consort de Sanche VII, roi de Navarre. De gueules à la croix cléchée, vidée et pommetée de douze pièces d'or. Armes fictives, attribuées a posteriori à l'époque moderne. Aucune attestation contemporaine de ces armoiries supposées n'existe. |
|        | Marguerite de Bourbon (1211 † 1256), consort de Thibaut Ier, roi de Navarre. Deux écus accolés : celui des cupé : mi-parti, en 1 de gueules aux chaînes d'or posées en orle, en croix et en sautoir, chargées en cœur d'une émeraude au naturel, et en 2 d'azur à la bande d'argent côtoyée de deux doubles cotices potencées et contre-potencées d'or et celui d'or au lion de gueules accompagné de huit coquilles d'azur. |
|        | Isabelle de France (1241 † 1271), consort de Thibaut II, roi de Navarre. Deux écus accolés : celui des cupé : mi-parti, en 1 de gueules aux chaînes d'or posées en orle, en croix et en sautoir, chargées en cœur d'une émeraude au naturel, et en 2 d'azur à la bande d'argent côtoyée de deux doubles cotices potencées et contre-potencées d'or et celui semé de fleurs de lys d'or. |
|        | Blanche d'Artois (1248 † 1302), consort de Henri Ier, roi de Navarre. celui des cupé : mi-parti, en 1 de gueules aux chaînes d'or posées en orle, en croix et en sautoir, chargées en cœur d'une émeraude au naturel, et en 2 d'azur à la bande d'argent côtoyée de deux doubles cotices potencées et contre-potencées d'or et celui semé de fleurs de lys d'or au lambel de gueules, chaque pendant chargé de trois châteaux d'or. |
|        | Marguerite de Bourgogne (1290 † 1315), consort de Louis Ier, roi de Navarre et France (Louis X). Deux écus accolés : celui des cupé : mi-parti, en 1 semé de fleurs de lys d'or et en 2 de gueules aux chaînes d'or posées en orle, en croix et en sautoir, chargées en cœur d'une émeraude au naturel et celui bandé d'or et d'azur, à la bordure de gueules. |
|        | Clémence de Hongrie (1293 † 1302), consort de Louis Ier, roi de Navarre et France (Louis X). Deux écus accolés : celui des cupé : mi-parti, en 1 semé de fleurs de lys d'or et en 2 de gueules aux chaînes d'or posées en orle, en croix et en sautoir, chargées en cœur d'une émeraude au naturel et celui fascé de gueules et d’argent de huit pièces. |
|        | Jeanne II de Bourgogne (1292 † 1330), consort de Philippe II, roi de Navarre et France (Philippe V). Deux écus accolés : celui des cupé : mi-parti, en 1 semé de fleurs de lys d'or et en 2 de gueules aux chaînes d'or posées en orle, en croix et en sautoir, chargées en cœur d'une émeraude au naturel et celui d'azur semé de billettes d'or au lion du même. |
|        | Blanche de Bourgogne (v. 1296 † 1326), consort de Charles Ier, roi de Navarre et France (Charles IV). Deux écus accolés : celui des cupé : mi-parti, en 1 semé de fleurs de lys d'or et en 2 de gueules aux chaînes d'or posées en orle, en croix et en sautoir, chargées en cœur d'une émeraude au naturel et celui d'azur semé de billettes d'or au lion du même. |
|        | Marie de Luxembourg (1305 † 1324), consort de Charles Ier, roi de Navarre et France (Charles IV). Deux écus accolés : celui des cupé : mi-parti, en 1 semé de fleurs de lys d'or et en 2 de gueules aux chaînes d'or posées en orle, en croix et en sautoir, chargées en cœur d'une émeraude au naturel et celui burelé d'argent et d'azur au lion rampant de gueules, couronné, armé et lampassé d'or . |
|        | Jeanne d'Évreux (1310 † 1371), consort de Charles Ier, roi de Navarre et France (Charles IV). Deux écus accolés : celui des cupé : mi-parti, en 1 semé de fleurs de lys d'or et en 2 de gueules aux chaînes d'or posées en orle, en croix et en sautoir, chargées en cœur d'une émeraude au naturel et celui d'azur semé de fleurs de lys d'or sans nombre à la bande componée d'argent et de gueules . |
|        | Jeanne de France (1343 † 1373), consort de Charles II, roi de Navarre. Parti, en 1 de gueules aux chaînes d'or posées en orle, en croix et en sautoir, chargées en cœur d'une émeraude au nature et en 2 coupé d'azur semé de fleurs de lys d'or à la bande componée d'argent et de gueules et d'azur semé de fleurs de lys d'or. |
|        | Éléonore de Castille (1363 † 1416), consort de Charles III, roi de Navarre. Parti, en 1 de gueules aux chaînes d'or posées en orle, en croix et en sautoir, chargées en cœur d'une émeraude au nature et en 2 coupé d'azur semé de fleurs de lys d'or à la bande componée d'argent et de gueules et écartelé en 1 et 4, de gueules au château d'or ouvert et ajouré d'azur et en 2 et 3 d'argent au lion de gueules armé, lampassé et couronné d'or. |
|        | Jeanne Enríquez (1425 † 1468), consort de Jean II, roi de Navarre et d'Aragon. Parti en 1 d'or à quatre pals de gueules et en 2 de gueules à deux châteaux d'or ouvert et ajouré d'azur; à la pointe d'argent au lion de pourpre armé et lampassé d'or. |
|        | Marguerite de Navarre (1492 † 1549), consort de Henri II, roi de Navarre. Parti en I, de gueules aux chaînes d'or posées en orle, en croix et en sautoir, chargées en cœur d'une émeraude au nature; en 2, contre-écartelé en 1 et 4 d'azur aux trois fleurs de lys d'or et en 2 et 3 de gueules; en 3, d'or aux quatre pals de gueules; en 4, contre-écartelé en 1 et 4 d'or aux trois pals de gueules, en 2 et 3 d'or aux deux vaches de gueules, accornées, colletées et clarinées d'azur, passant l'une sur l'autre; en 5, d'azur semé de fleurs de lys d'or à la bande componée d'argent et de gueules ;et en 6, contre-écartelé en sautoir d'or aux quatre pals de gueules et de gueules au château d'or ouvert et ajouré d'azur et d'argent au lion de gueules armé, lampassé et couronné d'or; sur-le-tout d'or aux deux lions léopardés de gueules, armés et lampassés d'azur, passant l'un sur l'autre et en II, d'azur à trois fleurs de lys d'or. |

## Prince héritier
| Figure | Blasonnement |
| ------ | --- |
|        | Charles, prince héritier de Navarre (1361 † 1425), Charles III, roi de Navarre (1387 - 1425). Écartelé en 1 et 4 de gueules aux chaînes d'or posées en orle, en croix et en sautoir, chargées en cœur d'une émeraude au naturel, en 2 et 3 d'azur semé de fleurs de lys d'or à la bande componée d'argent et de gueules au un lambel d'argent,. |
|        | Charles, prince de Viane (1421 † 1461), fils de Blanche Ire, reine de Navarre et Jean II, roi de Navarre et d'Aragon. Tiercé en pal: en 1, mi-tiercé à quatre pals de gueules; en 2, écartelé en 1 et 4 de gueules aux chaînes d'or posées en orle, en croix et en sautoir, chargées en cœur d'une émeraude au nature, en 2 et 3 d'azur à trois fleurs de lys d'or à la bande componée d'argent et de gueules; en 3, mi-tiercé écartelé en sautoir : 1 et 5, d'or à quatre pals de gueules; 2, de gueules au château d'or ouvert et ajouré d'azur; et 3, d'argent au lion de pourpre armé, lampassé et couronné d'or. |

## Membres de la famille royale et d'autres descendants
| Figure | Blasonnement |
| ------ | --- |
|        | L'Infant Philippe de Navarre (1336 † 1363), comte de Longueville, fils de Jeanne II, reine de Navarre et Philippe III, roi de Navarre. Écartelé en 1 et 4 de gueules aux chaînes d'or posées en orle, en croix et en sautoir, chargées en cœur d'une émeraude au naturel, en 2 et 3 d'azur semé de fleurs de lys d'or à la bande componée d'argent et de gueules au un lambel d'argent. |
|        | L'infant Louis de Navarre (1341 † 1376), comte de Beaumont-le-Roger, fils de Philippe III, roi de Navarre. Écartelé en 1 et 4 de gueules aux chaînes d'or posées en orle, en croix et en sautoir, chargées en cœur d'une émeraude au naturel, en 2 et 3 d'azur semé de fleurs de lys d'or à la bande componée d'argent et de gueules à la bordure d'argent.                             |
|        | L'infant Pierre de Navarre (1366 † 1412), comte de Mortain, fils de Charles II, roi de Navarre. Écartelé en 1 et 4 de gueules aux chaînes d'or posées en orle, en croix et en sautoir, chargées en cœur d'une émeraude au naturel, en 2 et 3 d'azur semé de fleurs de lys d'or à la bande componée d'argent et de gueules à la bordure engrélée d'argent.                               |

| Figure | Blasonnement |
| ------ | --- |
|        | Agnès de Clèves (1422 † 1446), mariée à Charles, prince de Viane, fils de Blanche Ire, reine de Navarre et Jean II, roi de Navarre et d'Aragon. Parti en I tiercé en pal: en 1, mi-tiercé à quatre pals de gueules; en 2, écartelé en 1 et 4 de gueules aux chaînes d'or posées en orle, en croix et en sautoir, chargées en cœur d'une émeraude au nature, en 2 et 3 d'azur à trois fleurs de lys d'or à la bande componée d'argent et de gueules; en 3, mi-tiercé écartelé en sautoir : 1 et 5, d'or à quatre pals de gueules; 2, de gueules au château d'or ouvert et ajouré d'azur; et 3, d'argent au lion de pourpre armé, lampassé et couronné d'or et II écartelé, en 1 et 4 de gueules, à l'écusson d'argent, aux rais d'escarboucle d'or, brochantes sur le tout, et en 2 et 3 d'or, à la fasce échiquetée d'argent et de gueules de trois tires. |

### Maison Enriquez de Lacarra
| Figure | Blasonnement |
| ------ | --- |
|        | Maison Enriquez de Lacarra (Depuis 1274), descendance illégitime de Henri I, roi de Navarre. Écartelé en 1 et 4 de gueules aux chaînes d'or posées en orle, en croix et en sautoir, chargées en cœur d'une émeraude au naturel, en 2 et 3 d'argent au lion d'azur, armé, lampassé et villené de gueules. |

### Maison Beaumont-Navarre
| Figure | Blasonnement |
| ------ | --- |
|        | Maison Beaumont-Navarre (Depuis 1371), descendance illégitime de l'infant Louis d'Evreux, comte de Beaumont (1341 † 1376), fils de Philippe III, roi de Navarre. Écartelé en 1 et 4 de gueules aux chaînes d'or posées en orle, en croix et en sautoir, chargées en cœur d'une émeraude au naturel, en 2 et 3 losangé d'or et d'azur. |

### Liens
- Armorial des Capétiens
- Armorial de la péninsule Ibérique